# Westlich Raron
Bezirk Westlich Raron är ett av de 14 distrikten i kantonen Valais i Schweiz. Distriktet ligger i den tyskspråkiga delen av kantonen.
Distriktet bildades 1987 genom en delning av distriktet Raron i Westlich Raron och Östlich Raron. Mellan de båda delarna ligger distriktet Brig. I statistiska sammanhang betraktas de båda distrikten fortfarande som ett distrikt.

## Indelning
Distriktet består av elva kommuner:
| Vapen         | Namn          | Invånare 2023-12-31 | Yta i km² |
| ------------- | ------------- | ------------------- | --------- |
| Ausserberg    | Ausserberg    | 637                 | 15,01     |
| Blatten       | Blatten       | 303                 | 90,51     |
| Bürchen       | Bürchen       | 766                 | 13,42     |
| Eischoll      | Eischoll      | 453                 | 14,09     |
| Ferden        | Ferden        | 253                 | 27,92     |
| Kippel        | Kippel        | 331                 | 11,68     |
| Niedergesteln | Niedergesteln | 750                 | 17,63     |
| Raron         | Raron         | 2 002               | 30,37     |
| Steg-Hohtenn  | Steg-Hohtenn  | 1 691               | 14,03     |
| Unterbäch     | Unterbäch     | 483                 | 22,08     |
| Wiler         | Wiler         | 539                 | 14,86     |